# 金城愛乃
宮城 愛乃（みやぎ あいの、1974年8月29日 -）は、沖縄県出身のプロボウリング選手。JPBA第27期生。ライセンスNo.284。永久A級ライセンス保持者。プロショップベガ所属。用具契約はサンブリッジ。『ボウリング革命 P★League』におけるキャッチフレーズは「沖縄ローリングクイーン」。

## 略歴
中学生の頃、両親の誘いで初めてボウリングをする。その後、国体に出た兄に影響され、本格的にボウリングを始める。
高校に入り下地賀寿守プロの指導を受けるようになり、福岡国体と石川国体に連続出場する。
高校卒業後プロテストを受験するが、2次試験で不合格となり、その後1年間福岡のボウリング場でアルバイトをしながら練習し、翌年のプロテストに合格する。
プロ入り後、レディース新人戦で優勝。
現在プロ通算4勝、公認パーフェクト3回(2020年9月現在）。
2020年1月より登録名を金城愛乃から宮城愛乃に変更している。

## 主な戦績
- 1994年 - レディース新人戦 優勝
- 1999年 - 第31回全日本女子プロボウリング選手権 2位
- 2001年 - 大津プリンスカップ 優勝
- 2003年 - 軽井沢プリンスカップ 優勝
- 2007年 - DHC第1戦 優勝 、関西オープン 4位
- 2008年 - 第3回ボウル国際オープン プロの部 優勝